# Clifford Anderson
Clifford Anderson (* 23. März 1833 im Nottoway County, Virginia; † 19. Dezember 1899 in Macon, Georgia) war ein US-amerikanischer Jurist und Politiker.

## Leben
Clifford Anderson, Sohn von Martha Robertson und Major Hezekiah Anderson, wurde mehrere Jahre vor dem Ausbruch der Wirtschaftskrise von 1837 im Nottoway County geboren. 1845 verstarb sein letzter Elternteil und Clifford verblieb mittellos zurück. Er zog daraufhin nach Macon (Georgia), wo seine Geschwister Mary Jane und William Henry, ein Rechtsanwalt, lebten. Mary Jane Anderson war seit dem 27. Oktober 1840 mit dem Rechtsanwalt Robert Sampson Lanier (1819–1893) verheiratet. 1842 kam ihr Sohn, der Autor Sidney Lanier (1842–1881), zur Welt. William und Robert haben sich bei ihrem Studium an einem College in Virginia kennengelernt. Sie gründeten 1849 in Macon ihre eigne Anwaltspraxis. Roberts Vater, Sterling C. Lanier (1794–1870), kam ursprünglich von North Carolina nach Georgia, als er Hotels entlang der aufkeimenden Südgrenze errichtete. Clifford Anderson eignete sich im Selbststudium Wissen an, indem er klassische Literatur las. Während dieser Zeit arbeitete er in dem Familienhotel der Laniers in der Innenstadt. Er studierte dann Jura, zuerst bei seinem Bruder William und nach dessen Tod bei seinem Schwager Robert. Seine Zulassung als Anwalt erhielt er 1852 nach einer Prüfung vor einem Richter des Superior Courts of Georgia und stieg unmittelbar danach in die Anwaltspraxis seines Schwagers ein. Die Jahre zuvor waren vom Mexikanisch-Amerikanischen Krieg überschattet. Anderson war zwischen 1856 und 1858 Richter in Georgia. Er saß dann 1859 im Repräsentantenhaus von Georgia. Nach dem Ausbruch des Bürgerkrieges verpflichtete er sich in der Konföderiertenarmee. Zwischen 1864 und 1865 vertrat er dann den vierten Wahlbezirk von Georgia im zweiten Konföderiertenkongress. Nach dem Ende des Krieges nahm er seine Tätigkeit als Jurist wieder auf. Zwischen 1880 und 1890 war er Attorney General von Georgia. Er verstarb 1899 in Macon und wurde dann dort auf dem Rose Hill Cemetery beigesetzt.